# توشيو كيمورا
توشيو كيمورا هو دبلوماسي وسياسي ياباني، ولد في 15 يناير 1909 في اليابان، وتوفي في 1 ديسمبر 1983 في طوكيو في اليابان بسبب نوبة قلبية. حزبياً، نشط في الحزب الليبرالي الديمقراطي الياباني. وقد انتخب أمين مجلس الوزراء الياباني (22 يونيو 1967 – 30 نوفمبر 1968) وانتخب عضو مجلس النواب من اليابان.